# Elisabetta Vignotto
Elisabetta Vignotto (née le 13 janvier 1954) est une ancienne footballeuse internationale italienne qui a joué comme attaquante.
Elle est la première footballeuse professionnelle à atteindre le cap des 100 sélections en équipe nationale le 2 avril 1988 et l'ancienne recordwoman de but avec 102 buts en 109 matchs.

## Biographie

### Carrière en club
Au niveau des clubs, Vignotto a joué pour de nombreux clubs différents en Serie A. En 1986, elle déclara à La Repubblica : « J’ai déjà changé d’équipe dix fois. Mais ce n'est pas que je suis capricieuse.  Les équipes se sont séparées. ». Selon Dizionario del Calcio Italiano, elle a marqué 467 buts en 451 apparitions en Serie A.
Elle était la présidente de l'ASD Reggiana Calcio Femminile (et plus tard de l'ASD Sassuolo Calcio Femminile).

### Carrière internationale
Vignotto aurait marqué 107 buts en 109 matchs avec l'équipe nationale italienne. La FIFA suggère qu'elle a fait 110 apparitions. Le site web de la Fédération italienne de football (FIGC) ne le soutient pas, suggérant des chiffres de 97 buts dans 95 matchs internationaux.
Vignotto a conservé le record de but en matches internationaux féminins jusqu'en mai 1999, lorsqu'elle a été dépassée par Mia Hamm, qui a inscrit son 108e but pour les États-Unis. 
Elle a été intronisée au Temple de la renommée du football italien en 2017.

### Statistiques en club
| Saison                | Club                  | Championnat           | Championnat | Championnat | Coupe(s) nationale(s) | Coupe(s) nationale(s) | Total | Total |
| Saison                | Club                  | Division              | M.          | B.          | M.                    | B.                    | M.    | B.    |
| 1970                  | Gommagomma            | Serie A               | 23          | 18          | -                     | -                     | 23    | 18    |
| Sous-total            | Sous-total            | Sous-total            | 23          | 18          | -                     | -                     | 23    | 18    |
| 1971                  | Real Juventus         | Serie A               | 22          | 51          |                       |                       | 22    | 51    |
| Sous-total            | Sous-total            | Sous-total            | 22          | 51          | 0                     | 0                     | 22    | 51    |
| 1972                  | Gamma 3 Padova        | Serie A               |             | 56          |                       |                       | 0     | 56    |
| 1973                  | Gamma 3 Padova        | Serie A               |             | 25          |                       |                       | 0     | 25    |
| 1974                  | Gamma 3 Padova        | Serie A               |             | 24          |                       |                       | 0     | 24    |
| 1975                  | Gamma 3 Padova        | Serie A               |             |             |                       |                       | 0     | 0     |
| Sous-total            | Sous-total            | Sous-total            | 73          | 108         | 0                     | 0                     | 73    | 108   |
| 1976                  | Valdobbiadene         | Serie A               | 22          | 27          |                       |                       | 22    | 27    |
| Sous-total            | Sous-total            | Sous-total            | 22          | 27          | 0                     | 0                     | 22    | 27    |
| 1977                  | Gamma 3 Padova        | Serie A               | 22          | 35          |                       |                       | 22    | 35    |
| Sous-total            | Sous-total            | Sous-total            | 22          | 35          | 0                     | 0                     | 22    | 35    |
| 1978                  | Eurokalor Bologna     | Serie A               | 13          | 13          |                       |                       | 13    | 13    |
| Sous-total            | Sous-total            | Sous-total            | 13          | 13          | 0                     | 0                     | 13    | 13    |
| 1979                  | Gorgonzola            | Serie A               |             |             |                       |                       | 0     | 0     |
| 1980                  | Gorgonzola            | Serie A               |             | 29          |                       |                       | 0     | 29    |
| 1981                  | Gorgonzola            | Serie A               |             |             |                       |                       | 0     | 0     |
| 1982                  | Gorgonzola            | Serie A               |             |             |                       |                       | 0     | 0     |
| Sous-total            | Sous-total            | Sous-total            | 82          | 91          | 0                     | 0                     | 82    | 91    |
| 1983                  | Piacenza              | Serie A               | 21          | 13          |                       |                       | 21    | 13    |
| Sous-total            | Sous-total            | Sous-total            | 21          | 13          | 0                     | 0                     | 21    | 13    |
| 1984                  | Giolli Gelati Roma    | Serie A               |             |             |                       |                       | 0     | 0     |
| 1985                  | Giolli Gelati Roma    | Serie A               |             |             |                       |                       | 0     | 0     |
| Sous-total            | Sous-total            | Sous-total            | 43          | 41          | 0                     | 0                     | 43    | 41    |
| 1985-1986             | Pordenone Friulvini   | Serie A               |             |             |                       |                       | 0     | 0     |
| 1986-1987             | Pordenone Friulvini   | Serie A               |             |             |                       |                       | 0     | 0     |
| 1987-1988             | Pordenone Friulvini   | Serie A               |             |             |                       |                       | 0     | 0     |
| Sous-total            | Sous-total            | Sous-total            | 74          | 36          | 0                     | 0                     | 74    | 36    |
| 1988-1989             | Reggiana R. Zambelli  | Serie A               |             |             |                       |                       | 0     | 0     |
| 1989-1990             | Reggiana R. Zambelli  | Serie A               |             |             |                       |                       | 0     | 0     |
| Sous-total            | Sous-total            | Sous-total            | 57          | 34          | 0                     | 0                     | 57    | 34    |
| Total sur la carrière | Total sur la carrière | Total sur la carrière | 452         | 468         | 0                     | 0                     | 452   | 468   |

### En sélection
Le tableau suivant dresse les statistiques d'Elisabetta Vignotto en équipe d'Italie par année.
| Sélection | Année | Statistiques | Statistiques |
| Sélection | Année | Matchs       | Buts         |
| --------- | ----- | ------------ | ------------ |
| Italie    | 1970  | 1            | 0            |
| Italie    | 1971  | 7            | 13           |
| Italie    | 1972  | 6            | 6            |
| Italie    | 1973  | 2            | 1            |
| Italie    | 1974  | 2            | 1            |
| Italie    | 1975  | 0            | 0            |
| Italie    | 1976  | 6            | 4            |
| Italie    | 1977  | 1            | 0            |
| Italie    | 1978  | 6            | 9            |
| Italie    | 1979  | 5            | 3            |
| Italie    | 1980  | 2            | 2            |
| Italie    | 1981  | 6            | 8            |
| Italie    | 1982  | 7            | 6            |
| Italie    | 1983  | 8            | 12           |
| Italie    | 1984  | 15           | 12           |
| Italie    | 1985  | 9            | 6            |
| Italie    | 1986  | 11           | 12           |
| Italie    | 1987  | 4            | 2            |
| Italie    | 1988  | 5            | 6            |
| Italie    | 1989  | 3            | 1            |
| Total     | Total | 106          | 102          |

En italique : statistiques non complètes.

## Palmarès

### Club
Gomma gomma
- Série A (1): 1970

Real Juventus
- Série A (1): 1971

Gamma 3 Padova
- Série A (2): 1972, 1973
- Coupe d'Italie (1): 1974

Valdobbiadene
- Série A (1): 1976

Gorgonzola
- Coupe d'Italie (1): 1980

Reggiana
- Série A (3): 1989–90

### International
Italie
- Mundialito féminin de football (2): 1984, 1986

### Individuel
- Série A : Meilleur buteuse (5): 1971, 1972, 1973, 1974, 1980
- Italian Football Hall of Fame : 2017